# Мачинга
Мачинга е една от 28-те области на Малави. Разположена е в южния регион на страната и граничи с Мозамбик. Столицата на областта е град Мачинга.
Площта е 3582 км², а населението (по преброяване от септември 2018 г.) е 735 438 души.